# Puzzle Pirates
Puzzle Pirates är ett javabaserat datorspel. Spelet är ett MMORPG med pirattema, baserat på olika minispel. Spelet är utvecklat av Three Rings Design, skaparna av Bang! Howdy.

## Spelets upplägg
Spelaren kan gå med i olika besättningar ("crews") och plundra andra skepp eller sköta affärer ("shops"). Spelaren kan även till exempel köpa egna villor som kan inreda med allehanda möbler. 
Spelet är uppdelat på sex olika hav ("oceans") som kallas för "Midnight", "Cobalt", "Viridian", "Sage" och "Hunter" och "Malachite" . Det finns även ett "betahav" som heter "ice" som bara för medlemmar. Spel på Midnight och Cobalt är gratis 30 dagar, därefter krävs en medlemsavgift för att kunna göra allt. Viridian, Sage och Hunter är "Dubloon Oceans", vilket innebär att det är gratis att spela och att man i princip har tillgång till allt, men att man använder dubloner ("Dubloons") för att få tillgång till vissa saker.